# کلارا لامور
کلارا لامور (به انگلیسی: Clara LaMore) (زادهٔ ۲ ژوئیهٔ ۱۹۲۶ – درگذشتهٔ ۲ آوریل ۲۰۲۱) شناگر اهل ایالات متحده آمریکا بود.